# Цона Артиђанале Астикело (Виченца)
Цона Артиђанале Астикело је насеље у Италији у округу Виченца, региону Венето.
Према процени из 2011. у насељу је живело 80 становника. Насеље се налази на надморској висини од 74 м.